# Міністр охорони навколишнього середовища, територіального планування і громадських робіт Греції
Міністр охорони навколишнього середовища, територіального планування і громадських робіт Греції (грец. Υπουργείο Περιβάλλοντος, Χωροταξίας και Δημοσίων Έργων) — очільник Міністерства охорони навколишнього середовища, територіального планування і громадських робіт Греції. 7 жовтня 2009 року воно було замінене на Міністерство охорони навколишнього середовища, енергетики та змін клімату Греції.

## Список міністрів
| Ім'я                    | Початок повноважень | Кінець повноважень | Партія                    |
| ----------------------- | ------------------- | ------------------ | ------------------------- |
| Стефанос Манос          | 14 березня 1980     | 10 травня 1980     | Нова Демократія           |
| Дзанніс Дзаннетакіс     | 10 травня 1980      | 21 жовтня 1981     | Нова Демократія           |
| Атанасіос Апостолос     | 21 жовтня 1981      | 5 жовтня 1984      | ПАСОК                     |
| Акіс Цохатзопулос       | 5 жовтня 1984       | 5 червня 1985      | ПАСОК                     |
| Евангелос Кулумбіс      | 5 червня 1985       | 18 листопада 1988  | ПАСОК                     |
| Василіс Кедікоглу       | 18 листопада        | 17 березня 1989    | ПАСОК                     |
| Еммануїл Папастефанакіс | 17 березня 1989     | 2 липня 1989       | ПАСОК                     |
| Сотіріс Кувелас         | 2 липня 1989        | 12 жовтня 1989     | Нова Демократія           |
| Константінос Ліаскас    | 12 жовтня 1989      | 11 квітня 1990     | Уряд національної єдності |
| Стефанос Манос          | 11 квітня 1990      | 7 серпня 1991      | Нова Демократія           |
| Ахіллеас Караманліс     | 7 серпня 1991       | 12 жовтня 1993     | Нова Демократія           |
| Костас Лаліотіс         | 25 жовтня 1993      | 23 жовтня 2001     | ПАСОК                     |
| Василіс Папандреу       | 24 жовтня 2001      | 10 березня 2004    | ПАСОК                     |
| Георгіос Суфліас        | 10 березня 2004     | 7 жовтня 2009      | Нова Демократія           |